# Bernhard Minetti
Pour les articles homonymes, voir Minetti (homonymie).
Bernhard Theodor Henry Minetti, né le 26 janvier 1905 à Kiel et mort le 12 octobre 1998 à Berlin, est un acteur allemand.

## Biographie
Né d'une famille italienne qui migra en Allemagne, Bernhard Minetti explore et joue dès 1920 le répertoire allemand et élisabéthain jusqu'en 1970, tout en jouant au cinéma dans les années 1930 et 1940 principalement. Il amorce un tournant dans sa carrière dès 1971 avec la pièce La danse de mort de August Strindberg. En 1974, alors qu'il interprète le rôle du général dans la pièce La société de chasse, il rencontre son auteur, Thomas Bernhard. Ce dernier dira de Minetti : "Ce comédien est sans doute le plus grand de nos comédiens". Thomas Berhnard écrira plusieurs pièces de théâtre pour son acteur favori, Minetti (1976), Le Réformateur (1980), Les apparences sont trompeuses (1984) et Simplement compliqué (1986).
Bernhard Minetti explore également les répertoires de Jean Genet, Samuel Beckett, Heiner Müller. En 1977, il joue dans le film La Femme Gauchère de Peter Handke.
Bernhard Minetti est le père des acteurs Hans-Peter Minetti (1926-2006) et Jennifer Minetti (de) (* 1940).

## La pièceMinetti
Minetti est une pièce de Thomas Bernhard spécialement écrite pour l'acteur. Le sujet est l'acteur lui-même, une sorte d'autoportrait de la vie de l'acteur. Mais si elle n’est pas véritablement  biographique, on  peut  plutôt  y  trouver  les  éléments d’une biographie intérieure. Elle est créée au Staatstheater de Stuttgart, dans une mise en scène de Claus Peymann, en 1977.

## Filmographie partielle
- 1931 Sur le pavé de Berlin
- 1931 Les Frères Karamazoff, de Fedor Ozep : Grégory
- 1935 Ma Vie pour Maria-Isabelle, d'Erich Waschneck : Le chevalier von Hackenberg
- 1935 Bourreaux, Femmes et Soldats (Henker, Frauen und Soldaten), de Johannes Meyer sur un scénario de Max W. Kimmich
- 1939 Das unsterbliche Herz, de Veit Harlan
- 1940 Les Rothschilds, d'Erich Waschneck : Fouché
- 1940 Friedrich Schiller, triomphe d'un génie, d'Herbert Maisch : Franz
- 1940 Der ewige Quell, de Fritz Kirchhoff (en) : Wolfgang Lusinger
- 1954 Tiefland, de Leni Riefenstahl

## Dans les arts
- En 2008 et 2009, le personnage de la pièce Minetti est interprété par Michel Piccoli, dans une mise en scène de André Engel.

## Notes et références

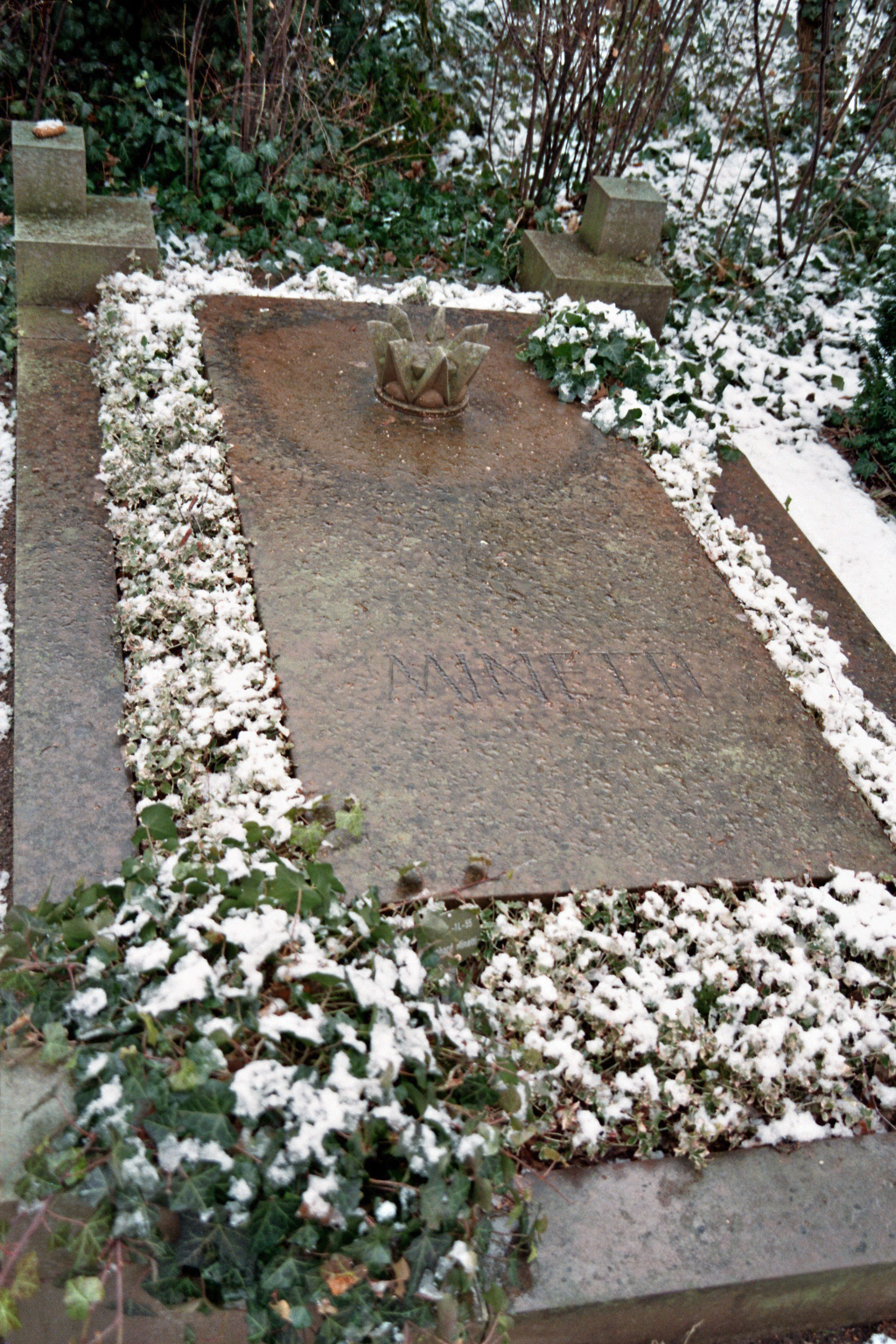
Tombe de Minetti au cimetière de Dorotheenstadt de Berlin